# 카탈루냐
카탈루냐(카탈루냐어: Catalunya, 아란어: Catalonha, 스페인어: Cataluña,  문화어: 까딸로니아) 또는 카탈로니아는 이베리아반도 북동부에 있는 스페인의 광역자치주다. 전체 면적은 32,108km2이며, 2012년 기준 약 757만 명 정도가 거주하고 있다. 주도는 바르셀로나이다. 바르셀로나주, 지로나주, 예이다주, 타라고나주의 4개 주로 나뉘며, 다시 41개의 세부 단위인 코마르카로 나뉜다. 프랑스 국경 내 카탈루냐델노르트 역시 문화적으로는 카탈루냐의 일부다.
카탈루냐는 발렌시아와 아라곤 자치령, 프랑스, 안도라, 지중해에 둘러싸여 있다.

## 역사
구석기 시대 때부터 인류가 살고 있던 유적이 있다. 로마 이전 시대에는 이베리아인들이 거주했으며, 일부 지역에는 고대 그리스인들이 해양 무역을 위한 식민지를 건설했다. 카르타고를 물리친 로마 공화국이 차지한 이래 로마 제국의 영토가 되었고 서로마 제국의 멸망 이후로는 서고트인에 정복당하여 서고트 왕국의 일부가 되었다. 8세기 초 일시적으로 우마이야 칼리파국의 무슬림 세력에 정복되었다가 프랑크 제국이 탈환하여 히스파니아 변경 영지를 설치하고 통치했다. 당시 이 지역은 프랑크 황제가 임명한 바르셀로나 백작들의 지배를 받았으며 위그 카페 대에 프랑크 왕국의 종주권으로부터 독립하였다.
1137년 바르셀로나 백작은 아라곤 왕국과 동군연합을 맺고 18세기까지 지속될 아라곤 연합왕국을 형성하였다. 연합왕국 통치 하에서 바르셀로나 백작은 주변의 카탈루냐 백작령들을 통합하여 처음으로 카탈루냐 공국을 수립하였다. 스페인 왕위 계승 전쟁에 휘말려 1714년 바르셀로나 공방전에서 패배한 카탈루냐는 카스티야 왕국의 영토가 되었다.
1931년에는 스페인 제2공화국의 수립과 함께 자치 헌장이 채택되면서 카탈루냐는 자치권을 부여받았다. 하지만 1936년에 발발한 스페인 내전에서 카탈루냐는 프란시스코 프랑코가 이끄는 국민군에게 점령되었고, 1939년 수립된 프랑코 정권에서 카탈루냐 자치 정부, 자치 헌장이 폐지되면서 스페인 내전에서 공화정을 지지했던 세력들은 투옥, 처형당하고 만다. 이때 카탈루냐어, 또한 카탈루냐와 관련된 상징, 카탈루냐의 전통 문화, 기, 카탈루냐어 지명을 딴 거리 이름은 탄압의 대상이 되었다.
1960년대와 1970년대 초반에 일어난 카탈루냐의 경제 성장과 더불어 외국 자본 투자, 관광객이 증가했다. 1975년 프랑코의 사망과 함께 스페인의 민주주의 체제가 회복되면서 카탈루냐는 자치권을 회복하게 된다.

### 독립운동
카탈루냐는 스페인령이나, 오랜 기간 스페인의 중심지이자 수도 마드리드가 있는 카스티야 지역과는 다른 문화와 가치관 등으로 갈등을 겪어 왔으며, 20세기 초부터 분리주의가 떠올라 카탈루냐 독립운동이 진행되고 있다.
2014년 독립 여부를 결정하는 주민 투표를 하였다. 투표 결과 81% 찬성을 이끌어냈으나, 스페인 정부는 이를 승인 받지 않은 불법 선거라 하였다. 2017년 카탈루냐 독립 국민투표에서는 찬성율이 91.96%에 이르렀고, 2017년 10월 27일 카탈루냐 정부는 카탈루냐 독립선언을 통해 카탈루냐 공화국을 선포하였다. 스페인 정부는 이를 인정하지 않고 독립 선언을 무효화했다.

## 경제
카탈루냐 지방은 18세기 말부터 19세기 전반에 걸쳐 섬유 산업을 계기로 기계·금속·화학 공업 등이 발전해가는 산업 혁명이 발생한 스페인의 유일한 지역이다. 근현대부터 오늘에 이르기까지 카탈루냐는 바스크 지방과 함께 스페인 경제를 견인해 온 지역이다.
2010년대의 카탈루냐 지방의 역내 총생산 스페인 전체의 약 20%(2013년 18.8%)를 차지하고, 스페인의 17개 자치 지방 중에서 가장 경제 규모가 큰 자치 지방이다. 2010년대의 역내 총생산은 아일랜드, 핀란드, 포르투갈을 제치고 덴마크에 필적한다.

## 사회

### 인구
14세기 말의 카탈루냐 지방의 인구는 약 45만 명으로 추정되며, 18세기 초까지 거의 변화가 없는 것으로 알려졌지만, 18세기 이후에 크게 변화했다. 1787년 카탈루냐의 인구는 87만명이었으나 1857년에는 165만명으로 증가하여, 스페인 전역에서 차지하는 비율도 7.8%에서 10.7%로 증가했다. 19세기 전반에는 아직 스페인 내부의 국내 이주자는 많지 않았고, 기본적으로는 산업 혁명의 진행에 의한 자연 증가에 의한 것이다.

### 언어
공용어는 카탈루냐어와 스페인어이다. 아란 계곡에서는 오크어 역시 공용어로 사용된다. 공식 문서에서의 지명 등 명칭들은 카탈루냐어로 쓰인다. 카탈루냐어는 스페인어보다 프랑스어와 이탈리아어에 가까운 언어이다.
1. 카탈루냐의 독자적인 언어는 카탈루냐어이다.
2. 카탈루냐어는 카탈루냐의 공용어이다. 또한 스페인 국가 전체의 공용어인 스페인어(카스티야어)도 공용어이다.
 — 1979년 카탈루냐 자치 헌장 제3조

## 행정 구역
4개의 자치주로 나뉜다.
- 바르셀로나 주
- 예이다 주
- 지로나 주
- 타라고나 주

## 문화

### 스포츠
바르셀로나는 1992년 하계 올림픽을 개최하였다.

## 인구
| 연도        | 인구      | ±%     |
| ----------- | --------- | ------ |
| 1900        | 1,966,382 | —      |
| 1910        | 2,084,868 | +6.0%  |
| 1920        | 2,344,719 | +12.5% |
| 1930        | 2,791,292 | +19.0% |
| 1940        | 2,890,974 | +3.6%  |
| 1950        | 3,240,313 | +12.1% |
| 1960        | 3,925,779 | +21.2% |
| 1970        | 5,122,567 | +30.5% |
| 1981        | 5,949,829 | +16.1% |
| 1990        | 6,062,273 | +1.9%  |
| 2000        | 6,174,547 | +1.9%  |
| 2010        | 7,462,044 | +20.9% |
| 2020        | 7,727,029 | +3.6%  |
| Source: INE |           |        |

## 상징
카탈루냐 지방은 독자적인 자치 지방의 깃발로서 세녜라를 사용한다. 이는 아라곤 연합왕국 시절부터 내려온 깃발로서, 이웃의 발렌시아 지방, 아라곤 지방 등과 함께 사용한다.

## 같이 보기
- 카탈루냐인
- 카탈루냐 독립운동